# Aéroport de Pékin-Nanyuan
L'aéroport de Beijing-Nanyuan (code IATA : NAY • code OACI : ZBNY) est un ancien aéroport civil et militaire desservant Pékin. Construit en 1910 et fermé le 25 septembre 2019, il était le plus vieux aéroport de Chine.
L'aéroport de Nanyuan a ouvert un nouveau terminal en septembre 2013 pouvant accueillir 6 millions de passagers annuels, contre 2,8 millions dans l'ancien. C'était le hub principal de China United Airlines, l'unique compagnie aérienne présente dans cet aéroport.
L'aéroport a définitivement fermé ses portes aux vols civils lors de l'ouverture du nouvel aéroport international de Pékin-Daxing le 30 septembre 2019. Les vols de China United Airlines opèreront tous dans ce nouvel aéroport.
Après fermeture, le site de l'aéroport sera reconverti dans le cadre du développement de l'axe historique nord-sud de Pékin.

## Situation
Situé dans le district de Fengtai, il se situe à 13 km de la Place Tian'anmen.

## Carte

### Les 50 premiers aéroports de Chine en 2020
| \| 500 km1:25 016 000 \| Baotou Canton Changchun Changsha Chengdu-CTU Chengdu-TFU Chongqing Dalian Fuzhou Guilin Guiyang Haikou Hailar Hangzhou Harbin Hefei Hohhot Jinan Jinghong Kunming Lanzhou Lhassa Lijiang Nanchang Nankin Nanning Ningbo Pékin · Capitale Pékin · Daxing Qingdao Quanzhou Sanya Shanghaï-Pudong Shanghaï-Hongqiao Shantou-Chaozhou-Jieyang Shenyang Shenzhen Shijiazhuang Taiyuan Tianjin Ürümqi Wenzhou Wuhan Suzhou Xiamen Xi'an Xining Yantai Yinchuan Zhengzhou Zhuhai-Jinwan |
| 500 km1:25 016 000 |

## Statistiques
Pour des raisons techniques, il est temporairement impossible d'afficher le graphique qui aurait dû être présenté ici.

Voir la requête brute et les sources sur Wikidata.